# شوناو (باواریای پایین)
شوناو (باواریای سفلی) (به آلمانی: Schönau, Nieder Bavaria) یک شهر در آلمان است که در بایرن واقع شده‌است.

## خصوصیات
شوناو ۳۶٫۰۱ کیلومترمربع مساحت دارد ۴۲۸ متر بالاتر از سطح دریا واقع شده‌است.